# Folytassa a dzsungelben!
Folytassa a dzsungelben!, eredeti címe Carry on Up the Jungle, eredeti alcíme …or Show Me Your Waterhole and I’ll Show You Mine, 1970-ben bemutatott színes brit (angol) filmvígjáték, az egzotikus expedíciós útibeszámolóknak és a Tarzan-történeteknek harsány paródiája, a Gerald Thomas által rendezett Folytassa… filmsorozat 19. darabja. 
Főszereplői a sorozat későbbi rendszeres sztárjai közül Sidney James, Frankie Howerd, Kenneth Connor, Joan Sims, Charles Hawtrey, Terry Scott, Jacki Piper, Valerie Leon és a fekete-afrikainak kifestett Bernard Bresslaw. Szokatlan módon Kenneth Williams kimaradt, lekötött külföldi szereplései miatt. A film humora a késői Folytassa-filmekre erősen jellemző szex-központú, kétértelmű helyzetekre és szövegekre épül.

## Cselekmény
A kerettörténetben Inigo Tinkle professzor  (Frankie Howerd) a Királyi Madármegfigyelő Társaság (Royal Birdwatching Society) ülésén elmeséli az afrikai őserdőben átélt hihetetlen kalandjait. Azért vezetett expedíciót a dzsungelbe, hogy a kihaltnak hitt „Oozlum-madár” nyomait kutassa. (A faj egyedei azért haltak ki, mert elfelejtették, hová rakták le tojásaikat). Az expedícióra elkíséri asszisztense, a félénk Claude Chumley (Kenneth Connor). Velük megy Lady Evelyn Bagley (Joan Sims), aki a dzsungelben eltűnt férjét és pici fiát keresi, társalkodónőjével, June-nal (Jacki Piper). Az expedíció tagjainak védelmét Bill Boosey, az iszákos Nagy Vadász (Sidney James) biztosítja, kalauzuk a bennszülött Upsidaisi (Bernard Bresslaw), a teherhordók vezetője, akik „banga-banga” nyelven értekeznek egymással.
Boosey, a Nagy Vadász szokásos piás állapotában jár húsra vadászni, de mindig egy lövéstől sebesült teherhordóval tér vissza, és nem érti, miért szaladgál valaki mindig pont a puskája előtt. A nők után nemcsak a férfiak érdeklődnek erősen, hanem a dzsungelből előjövő gorilla is. A két tudós madárfigyelés ürügyén a fürdőző Lady Bagley-t figyeli meg. Boosey felváltva igyekszik elnyerni Lady Bagley és June kegyeit. A vacsorára hívó jelet egy barna bőrű, izmos férfi adja meg, hatalmas gongra mért ütéssel, a filmet forgalmazó Rank Organisation főcímképének hasonmása. Lady Bagley elmondja, hogy férjével, Walter Bagleyvel és frissen született csecsemő fiukkal, Cecillel együtt Afrikába jöttek megkésett nászútra, férje elvitte sétálni a picit a Limpopo folyó partjára, és soha többé kerültek elő. A kutatás során csak a férj zsebóráját találták meg egy krokodil gyomrában. A gyermek pelenkáját megtalálták, de az azt összefogó biztosítótűt nem, ezért Lady Bagley erősen reméli, hogy a tűvel együtt gyermekét is megtalálhatja. A dzsungelből dobszó hallik, Upsidaisi figyelmezteti Booseyt, hogy az emberevő Nosha törzs jár a közelben, de Boosey kineveti és tábort veret.
June elkalandozik a táborból, talál egy tavat és vízesést, fürdeni készül. Meglesi őt Ugh, a vadember (Terry Scott), aki Tarzan-módra, indákon lengve közlekedik, és kancsal, mint Johnny Weissmuller. Összeismerkednek, a közös fürdés közben June beszélni tanítja a vadembert, ráindulnak egymásra, de a gorilla ellopja June ruháit, a lány visszamenekül a táborba. Chumley közben megtalálja az „Oozlum-madár” faroktollát, a bizonyítékot diadallal viszi a professzorhoz. A teherhordók elmenekülnek, mert félnek az emberevő Noshák támadásától.
Az éjszaka sötétjében titkos tervek szövődnek. Tinkle professzor ráhajt Lady Bagley-re, aki enged neki és saját sátrába hívja randevúba. June visszaindul a tóhoz, úgymond a ruháit megkeresni (közben Ugh a kunyhójában a frissen tanult „csók” és „szex” szavakat gyakorolja). A Nagy Vadász állandóan June körül sündörög, így a lány nem találkozhat a vademberrel, visszamegy a táborba. June sátrába bemegy a gorilla, akit a lány először Ugh-nak hisz. A June-t kereső Ugh a Lady sátrába megy be, aki azt hiszi, a professzor jött hozzá. Egyik randevú sem jön össze, June elmenekül az Ugh-nak hitt gorilla elől, Ugh elmenekül a June-nak hitt Lady elől, de elejt egy biztosítótűt, a Lady felismeri, hogy saját kicsi fia járt nála. Mindkét nő a Nagy Vadász sátrába menekül, ott elájulnak az izgalmaktól, itt sem jön össze semmi. A gorilla befekszik Lady Bagley üresen hagyott ágyába, a professzor neki kezd udvarolni, de még idejében világot gyújt, és elmenekül.
A tábort elfoglalják a Noshák, mindenkit elfognak, csak Upsidaisi menekül el. Ugh rajtaütése balul üt ki, csak June-t tudja kimenteni. A Noshák előkészítik a bográcsot a nagy „nyám-nyám”-hoz. Az utolsó pillanatban a kannibálokat harcias amazonok űzik el, akik kiszabadítják a foglyokat, és elviszik saját területükre, Afrodisiába, királyukhoz, a Nagy Tonkához. Itt a királyon kívül csak nők élnek, a férfiakat csak „párzási” célból gyűjtik. Kiderül, hogy a „Nagy Tonka” nem más, mint Walter Bagley, a Lady halottnak hitt férje (Charles Hawtrey). A király elmondja, hogy őt is a Noshák fogták el és az amazonok szabadították ki. A krokodil nyilván azt a Noshát ette meg, aki elvette a zsebóráját. Az eltűnt bébiről (aki azóta már felnőtt férfi) az apa nem tud semmit. A férfiak lelkesednek a rájuk váró feladatért, de Lady Bagley, immár királynéként erősen nehezményezi a minden nap új nővel való összeházasítást, és az áhított csinos amazonok helyett bányarémeket rendel ki, hogy elvegye a férfiak kedvét a „munkaversenytől”.
June közben beköltözik Ugh kunyhójába, ahol sűrűn gyakorolják a „csók” és „szex” szavak helyes alkalmazását. Az amazonok közben fellázadnak Lady Bagley zsarnoksága ellen. Leda, a dögös vezéramazon (Valerie Leon) lesz az új királyné, a Ladyt női munkára küldi (földművelés, házépítés, vadászat, főzés, mosogatás, gyermeknevelés), a Nagy Tonkának egyszerű férfiként kell helytállnia, a professzorral, Chumleyval és Booseyval együtt. A kellemesnek induló „férfimunka” hamarosan felemészti minden erejüket. Ám befut a nőnek öltözött Upsidaisi a jó hírrel, hogy meghozta a brit gyarmati felmentő sereget. Közben Ugh is segítségül hívja barátait, elefántokat és zsiráfokat, hogy kimentsék az expedíciót. A két támadás egyszerre zajlik le, az állatok földre döntik a lövöldöző brit arcvonalat, de a zűrzavarban a foglyok megszöknek. Az amazonok az üldözésükre indulnak, de meglátva a porral borított brit katonákat, inkább őket veszik pártfogásukba, mert úgy látják, ezek a férfiak többet érnek, mint a szökevények.
Ismét Angliában: Tinkle professzor zárja történetét: Lady Bagley végre karjába zárhatta pici fiát, Cecilt, azaz Ugh-t. Az Afrikából hozott „Oozlum-madarat” viszont sehol sem találják. Múlik az idő, egy angol vidéki kúria kertjében, a fák tetején épített kunyhóban, pólyás gyerekkel a karján, June várja haza imádott férjét. Ugh, azaz Mr Cecil Bagley immár tipikus angol úriemberként, konflison érkezik haza asszonykájához, hóna alatt újsággal, öltönyben, keménykalapban, esernyővel, habár mezítláb.

## Szereposztás
| Szerep                            | Színész          | Magyar hangja (1. szinkron) | Magyar hangja (2. szinkron) |
| --------------------------------- | ---------------- | --------------------------- | --------------------------- |
| Inigo Tinkle professzor           | Frankie Howerd   | Szabó Ottó                  | Reviczky Gábor              |
| Bill Boosey, a nagy vadász        | Sidney James     | Gruber Hugó                 | Beregi Péter                |
| Nagy Tonka király / Walter Bagley | Charles Hawtrey  | Lippai László               | Maros Gábor                 |
| Lady Evelyn Bagley                | Joan Sims        | Kocsis Mariann              | Simon Eszter                |
| Ugh, a dzsungelfiú / Cecil Bagley | Terry Scott      | Hankó Attila                | Besenczi Árpád              |
| Claude Chumley                    | Kenneth Connor   | Dobránszky Zoltán           | Szombathy Gyula             |
| Upsidaisi, bennszülött kalauz     | Bernard Bresslaw | Papp János                  | Besenczi Árpád              |
| June                              | Jacki Piper      | Dudás Eszter                | Mics Ildikó                 |
| Leda, az amazonok vezére          | Valerie Leon     | Simon Mari                  | Nyírő Bea                   |
| Nosha törzsfőnök                  | Danny Daniels    | N/A                         | N/A                         |
| Gorilla                           | Reuben Martin    | (nem beszél)                | (nem beszél)                |

## Cím és alcímek
- A film felvezető képein a teljes cím, összes kiegészítőivel együtt így hangzik: „Folytassa a dzsungelben”, avagy: „A dzsungel királynője”, avagy: „Elég a kertelésből”, avagy „Mutasd meg a vízmosásodat, én megmutatom az enyémet”, angolul: „Carry on up the Jungle” or: „The African Queens” or  „Stop beating about the bush” or „Show me your waterhole and I’ll show you mine”.

- A filmnek eredetileg a „Carry On Tarzan” (Folytassa, Tarzan!) címet akarták adni, a vadember neve is Tarzan lett volna, de Peter Rogers producer nem tudott hozzájutni a Tarzan névhez fűződő jogokhoz. Így döntöttek Ugh, a dzsungel fia mellett. (A nevet June adja neki, első találkozásukkor, az első makogás hangzása alapján).

## Érdekességek
- A forgatáshoz Bernard Bresslaw (Upsidaisi) szuahéli nyelvű utasításokat tanult be (a filmbéli „banga-banga” nyelv). A kíséret afrikai tagjait játszó fekete bőrű statiszták viszont a Karib-térségből származtak, és egyetlen szót sem értettek belőle. A dél-afrikai születésű Sidney James viszont pontosan megértett mindent, és utóbb gratulált Bresslaw-nak a teljesítményéhez.

- A sztori egyik részlete visszaköszön a következő „Carry On Christmas Special” című karácsonyi spin-off produkcióban, ahol a karácsonyi vacsorához összegyűlt Folytassa-szereplők egy „Oozlum-madarat” fogyasztanak el, a hagyományos karácsonyi pulyka helyett.

- Ugh filmbeli apja, Charles Hawtrey (Mr. Bagley) 1914 novemberében született. Filmbéli fia, Terry Scott 1927 márciusában született, az „apa” tehát alig 12 és fél évvel volt idősebb „gyermekénél”. Filmbéli anyja, Joan Sims 1930 májusában született, Lady Bagley tehát három évvel fiatalabb volt filmbéli fiánál.